# IV Puchar Gordona Bennetta (balonowy)
IV Puchar Gordona Bennetta – zawody balonów wolnych o Puchar Gordona Bennetta, które rozpoczęły się 3 października 1909 roku w Zurychu.

## Historia
Przy okazji zawodów w Zurychu odbyła się coroczna konferencja FAI, która obradowała pod przewodnictwem Rolanda Bonaparte. Przed rozpoczęciem zawodów zaplanowano imprezy towarzyszące. Rozpoczęto 1 października konkursem w lądowaniu z udziałem 27 balonów. W kolejnym dniu zorganizowano zawody w locie na odległość w których w trzech kategoriach uczestniczyło 21 balonów.
Do udziału w zawodach zgłoszono 20 balonów, ale nie przybyły 2 załogi z Hiszpanii i jedna włoska. Dlatego ostatecznie wystartowało 17 załóg: 3 szwajcarskie, niemieckie, belgijskie i francuskie, 2 włoskie i po 1 z USA, Austrii i Wielkiej Brytanii. W amerykańskiej załodze wystartował Edgar W. Mix, który od lat mieszkał w Paryżu i pracował jako inżynier w spółce Thomson-Huston. Razem z nim startował pasierb jednego z dyrektorów firmy Astra André Roussel. Belgijski zawodnik Albert Vléminckx wystartował na hiszpańskim balonie Jesus Duro ponieważ jego balon Henriette przez pomyłkę został wysłany do fabryki w Kolonii.
Start zawodów o Puchar Gordona Bennetta zaplanowano na 3 października o godz. 15:00. Wiatr wiał w kierunku wschodnim, a wieczorem zaczął padać deszcz.

## Uczestnicy
Wyniki zawodów.
| Zajęte miejsce | Nazwa balonu       | Załoga pilot pomocnik pilota                  | Kraj                 | Czas lotu [h] | Odległość [w km] | Miejsce lądowania                                 |
| -------------- | ------------------ | --------------------------------------------- | -------------------- | ------------- | ---------------- | ------------------------------------------------- |
| 1.             | America II         | Edgar W. Mix André Roussel                    | Stany Zjednoczone    | 35:07         | 1121,11          | Gustowo, Ostrołęka (Polska)                       |
| 2.             | Isle de France     | Alfred Leblanc J. Delebecque                  | Francja              | 22:53         | 817,17           | Zargriva (Dolný Kubín) (Węgry)                    |
| 3.             | Azurea             | Emil Messner Leon Givaudan                    | Szwajcaria           | 22:23         | 803,70           | Wiegboldsburg, Aurich Thule, Górny Śląsk (Niemcy) |
| 4.             | Helvetia           | Theodor Schaeck Paul Armbruster               | Szwajcaria           | 19:45         | 772,02           | Strelitz (Strzelce) Śląsk (Niemcy)                |
| 5.             | Picardie           | Maurice Bienaimé Jean de Francia              | Francja              | 21:26         | 758,70           | Blaschewitz, Glogau (Niemcy)                      |
| 6.             | Berlin             | K. Bröckelmann Kempken                        | Cesarstwo Niemieckie | 22:12         | 753,25           | Nesseldorf, Moravia (Niemcy)                      |
| 7.             | Cognac             | Victor de Beauclair von Einsiedel             | Szwajcaria           | 20:25         | 747,13           | Posucice, Górny Śląsk (Niemcy)                    |
| 8.             | Busley             | Paul Meckel W. Mulch                          | Cesarstwo Niemieckie | 23:16         | 728,18           | Laz, Tioncson (Węgry)                             |
| 9.             | Utopie             | Leon de Broukere Hr. Hansen                   | Belgia               | 19:56         | 724,91           | Kunzendorf (Kluczbork) (Niemcy)                   |
| 10.            | Dűsseldorf II      | Hugo Wilhelm von Abercron Stach von Goltzheim | Cesarstwo Niemieckie | 22:43         | 701,74           | Habensdorf (Niemcy)                               |
| 11.            | Condor             | Émile Dubonnet Pierre Dupont                  | Francja              | 20:00         | 699,63           | Neudorf near Reichenbach, Saxony (Niemcy)         |
| 12.            | Zixa               | Romeo Frassinetti Guiseppe Cobianchi          | Włochy               | 25:23         | 663,15           | Nomojan, Wischau, Moravia (Niemcy)                |
| 13.            | Albatros           | Guido Piacenza Edgardo Bellia                 | Włochy               | 21:03         | 660,71           | Zieley-Riebnau, Bohemia (Niemcy)                  |
| 14.            | Austria            | A. Schlein E. C. von Sigmundt                 | Austria              | 16:22         | 647,84           | Landshut, Lundenburg (Niemcy)                     |
| 15.            | The Planet         | Franc K. McClean A. M. Singer                 | Wielka Brytania      | 18:28         | 604,90           | Rinenen Jicin, Bohemia (Niemcy)                   |
| 16.            | Ville de Bruxelles | Georges Geerts                                | Belgia               | 18:33         | 576,57           | Ober-Yesoway, Bohemia (Niemcy)                    |
| 17.            | Jesus Duro         | Albert Vléminckx H. Fierz                     | Belgia               | 14:11         | 444,88           | Baumgartenberg, Hofstetten (Niemcy)               |

## Przebieg
Edgar W. Mix wystartował na balonie America II. Podczas lotu zawodnicy lecieli w gęstej mgle. Chłopi na terenie Austrio-Węgier zauważyli zwisającą linę ściągnęli balon na ziemię. Po kilkuminutowej rozmowie balon odleciał w dalszą drogę. Z powodu lądowania w okolicy Pragi zgłoszono wniosek o dyskwalifikację załogi. Ostatecznie uznano zwycięstwo Amerykanów.